# Campeonato Mundial de Natación de 2019
El XVIII Campeonato Mundial de Natación se celebró en Gwangju (Corea del Sur) entre el 12 y el 28 de julio de 2019 bajo la organización de la Federación Internacional de Natación (FINA) y la Federación Surcoreana de Natación.
Se realizaron competiciones de natación, natación artística, saltos, saltos de gran altura, natación en aguas abiertas y waterpolo.

## Instalaciones
Las instalaciones utilizadas por deporte fueron:
- Centro Acuático Municipal de la Universidad de Nambu: natación y saltos.
- Yeosu Expo Ocean Park: natación en aguas abiertas.
- Gimnasio Yeomju: natación acrobática.
- Universidad de Chosun: saltos de gran altura (instalación termporal).
- Universidad de Nambu: waterpolo (instalación termporal).

## Disciplinas
El programa oficial de estos campeonatos incluye 76 pruebas oficiales, repartidas en 6 deportes acuáticos.
| Disciplina | Competiciones masculinas | Competiciones femeninas | Competiciones mixtas | Total           |
| --- | ------------------------ | ----------------------- | -------------------- | --------------- |
| • Natación • Natación en aguas abiertas • Natación artística • Saltos • Saltos de gran altura • Waterpolo • Total | 20 3 – 6 1 31            | 20 3 8 6 1 39           | 2 1 2 1 – 6          | 42 7 10 13 2 76 |

## Calendario
| ● | Ceremonia de apertura | ● | Preliminares | 1 | Finales | ● | Ceremonia de clausura |

| Julio de 2019              | 12 vi | 13 sá | 14 do | 15 lu | 16 ma | 17 mi | 18 ju | 19 vi | 20 sá | 21 do | 22 lu | 23 ma | 24 mi | 25 ju | 26 vi | 27 sá | 28 do | Finales por deporte |
| -------------------------- | ----- | ----- | ----- | ----- | ----- | ----- | ----- | ----- | ----- | ----- | ----- | ----- | ----- | ----- | ----- | ----- | ----- | ------------------- |
| Ceremonias                 |       |       |       |       |       |       |       |       |       |       |       |       |       |       |       |       |       |                     |
| Saltos                     | ●     | 3     | 2     | 2     | 1     | 1     | 1     | 1     | 2     |       |       |       |       |       |       |       |       | 13                  |
| Saltos de gran altura      |       |       |       |       |       |       |       |       |       |       | ●     | 1     | 1     |       |       |       |       | 2                   |
| Natación en aguas abiertas |       | 1     | 1     |       | 1     | 1     | 1     | 2     |       |       |       |       |       |       |       |       |       | 7                   |
| Natación                   |       |       |       |       |       |       |       |       |       | 4     | 4     | 5     | 5     | 5     | 5     | 6     | 8     | 42                  |
| Natación artística         | ●     | 1     | 1     | 2     | 1     | 1     | 1     | 1     | 2     |       |       |       |       |       |       |       |       | 10                  |
| Waterpolo                  |       |       | ●     | ●     | ●     | ●     | ●     | ●     | ●     | ●     | ●     | ●     | ●     | ●     | 1     | 1     |       | 2                   |
| Finales por día            | –     | 5     | 4     | 4     | 3     | 3     | 3     | 4     | 4     | 4     | 4     | 6     | 6     | 5     | 6     | 7     | 8     | 76                  |

## Resultados de natación

### Masculino
| Evento                    | Oro                                                                             | Plata                                                                                         | Bronce                                                                               |
| ------------------------- | ------------------------------------------------------------------------------- | --------------------------------------------------------------------------------------------- | ------------------------------------------------------------------------------------ |
| 50 m libre (27.07)        | Caeleb Dressel Estados Unidos 21,04                                             | Bruno Fratus · Brasil · Kristian Golomeev · Grecia · 21,45                                    | —                                                                                    |
| 100 m libre (25.07)       | Caeleb Dressel Estados Unidos 46,96                                             | Kyle Chalmers Australia 47,08                                                                 | Vladislav Griniov · Rusia · 47,82                                                    |
| 200 m libre (23.07)       | Sun Yang China 1:44,93                                                          | Katsuhiro Matsumoto Japón 1:45,22                                                             | Martin Maliutin · Rusia · Duncan Scott · Reino Unido · 1:45,63                       |
| 400 m libre (21.07)       | Sun Yang China 3:42,44                                                          | Mackenzie Horton Australia 3:43,17                                                            | Gabriele Detti · Italia · 3:43,23                                                    |
| 800 m libre (24.07)       | Gregorio Paltrinieri · Italia · 7:39,27                                         | Henrik Christiansen · Noruega · 7:41,28                                                       | David Aubry Francia 7:42,08                                                          |
| 1500 m libre (28.07)      | Florian Wellbrock · Alemania · 14:36,54                                         | Myjailo Romanchuk · Ucrania · 14:37,63                                                        | Gregorio Paltrinieri · Italia · 14:38,75                                             |
| 50 m espalda (28.07)      | Zane Waddell Sudáfrica 24,43                                                    | Yevgueni Rylov · Rusia · 24,49                                                                | Kliment Kolesnikov · Rusia · 24,51                                                   |
| 100 m espalda (23.07)     | Xu Jiayu China 52,43                                                            | Yevgueni Rylov · Rusia · 52,67                                                                | Mitchell Larkin Australia 52,77                                                      |
| 200 m espalda (26.07)     | Yevgueni Rylov · Rusia · 1:53,40                                                | Ryan Murphy Estados Unidos 1:54,12                                                            | Luke Greenbank Reino Unido 1:55,85                                                   |
| 50 m braza (24.07)        | Adam Peaty Reino Unido 26,06                                                    | Felipe Lima · Brasil · 26,66                                                                  | João Gomes · Brasil · 26,69                                                          |
| 100 m braza (22.07)       | Adam Peaty Reino Unido 57,14                                                    | James Wilby Reino Unido 58,46                                                                 | Yan Zibei China 58,63                                                                |
| 200 m braza (26.07)       | Anton Chupkov · Rusia · 2:06,12 RM                                              | Matthew Wilson Australia 2:06,68                                                              | Ippei Watanabe Japón 2:06,73                                                         |
| 50 m mariposa (22.07)     | Caeleb Dressel Estados Unidos 22,35                                             | Oleg Kostin · Rusia · 22,70                                                                   | Nicholas Santos · Brasil · 22,79                                                     |
| 100 m mariposa (27.07)    | Caeleb Dressel Estados Unidos 49,66                                             | Andrei Minakov · Rusia · 50,83                                                                | Chad le Clos Sudáfrica 51,16                                                         |
| 200 m mariposa (24.07)    | Kristóf Milák · Hungría · 1:50,73 RM                                            | Daiya Seto Japón 1:53,86                                                                      | Chad le Clos Sudáfrica 1:54,15                                                       |
| 200 m estilos (25.07)     | Daiya Seto Japón 1:56,14                                                        | Jérémy Desplanches · Suiza · 1:56,56                                                          | Chase Kalisz Estados Unidos 1:56,78                                                  |
| 400 m estilos (28.07)     | Daiya Seto Japón 4:08,95                                                        | Jay Litherland Estados Unidos 4:09,22                                                         | Lewis Clareburt Nueva Zelanda 4:12,07                                                |
| 4 × 100 m libre (21.07)   | Estados Unidos Caeleb Dressel Blake Pieroni Zachary Apple Nathan Adrian 3:09,06 | Rusia · Vladislav Griniov · Vladimir Morozov · Kliment Kolesnikov · Yevgueni Rylov · 3:09,97  | Australia Cameron McEvoy Clyde Lewis Alexander Graham Kyle Chalmers 3:11,22          |
| 4 × 200 m libre (26.07)   | Australia Clyde Lewis Kyle Chalmers Alexander Graham Mackenzie Horton 7:00,85   | Rusia · Mijail Dovgaliuk · Mijail Vekovishchev · Alexandr Krasnyj · Martin Maliutin · 7:01,81 | Estados Unidos Andrew Seliskar Blake Pieroni Zachary Apple Townley Haas 7:01,98      |
| 4 × 100 m estilos (28.07) | Reino Unido Luke Greenbank Adam Peaty James Guy Duncan Scott 3:28,10            | Estados Unidos Ryan Murphy Andrew Wilson Caeleb Dressel Nathan Adrian 3:28,45                 | Rusia · Yevgueni Rylov · Kiril Prigoda · Andrei Minakov · Vladimir Morozov · 3:28,81 |

### Femenino
| Evento                    | Oro                                                                              | Plata                                                                                | Bronce                                                                               |
| ------------------------- | -------------------------------------------------------------------------------- | ------------------------------------------------------------------------------------ | ------------------------------------------------------------------------------------ |
| 50 m libre (28.07)        | Simone Manuel Estados Unidos 24,05                                               | Sarah Sjöström · Suecia · 24,07                                                      | Cate Campbell Australia 24,11                                                        |
| 100 m libre (26.07)       | Simone Manuel Estados Unidos 52,04                                               | Cate Campbell Australia 52,43                                                        | Sarah Sjöström · Suecia · 52,46                                                      |
| 200 m libre (24.07)       | Federica Pellegrini · Italia · 1:54,22                                           | Ariarne Titmus Australia 1:54,66                                                     | Sarah Sjöström · Suecia · 1:54,78                                                    |
| 400 m libre (21.07)       | Ariarne Titmus Australia 3:58,76                                                 | Katie Ledecky Estados Unidos 3:59,97                                                 | Leah Smith Estados Unidos 4:01,29                                                    |
| 800 m libre (27.07)       | Katie Ledecky Estados Unidos 8:13,58                                             | Simona Quadarella · Italia · 8:14,99                                                 | Ariarne Titmus Australia 8:15,70                                                     |
| 1500 m libre (23.07)      | Simona Quadarella · Italia · 15:40,89                                            | Sarah Köhler · Alemania · 15:48,83                                                   | Wang Jianjiahe China 15:51,00                                                        |
| 50 m espalda (25.07)      | Olivia Smoliga Estados Unidos 27,33                                              | Etiene Medeiros · Brasil · 27,44                                                     | Daria Vaskina · Rusia · 27,51                                                        |
| 100 m espalda (23.07)     | Kylie Masse · Canadá · 58,60                                                     | Minna Atherton Australia 58,85                                                       | Olivia Smoliga Estados Unidos 58,91                                                  |
| 200 m espalda (27.07)     | Regan Smith Estados Unidos 2:03,69                                               | Kaylee McKeown Australia 2:06,26                                                     | Kylie Masse · Canadá · 2:06,62                                                       |
| 50 m braza (28.07)        | Lilly King Estados Unidos 29,84                                                  | Benedetta Pilato · Italia · 30,00                                                    | Yuliya Yefimova · Rusia · 30,15                                                      |
| 100 m braza (23.07)       | Lilly King Estados Unidos 1:04,93                                                | Yuliya Yefimova · Rusia · 1:05,49                                                    | Martina Carraro · Italia · 1:06,36                                                   |
| 200 m braza (26.07)       | Yuliya Yefimova · Rusia · 2:20,17                                                | Tatjana Schoenmaker Sudáfrica 2:22,52                                                | Sydney Pickrem · Canadá · 2:22,90                                                    |
| 50 m mariposa (27.07)     | Sarah Sjöström · Suecia · 25,02                                                  | Ranomi Kromowidjojo · Países Bajos · 25,35                                           | Farida Osman · Egipto · 25,47                                                        |
| 100 m mariposa (22.07)    | Margaret Mac Neil · Canadá · 55,83                                               | Sarah Sjöström · Suecia · 56,22                                                      | Emma McKeon Australia 56,61                                                          |
| 200 m mariposa (25.07)    | Boglárka Kapás · Hungría · 2:06,78                                               | Hali Flickinger Estados Unidos 2:06,95                                               | Katie Drabot Estados Unidos 2:07,04                                                  |
| 200 m estilos (22.07)     | Katinka Hosszú · Hungría · 2:07,53                                               | Ye Shiwen China 2:08,60                                                              | Sydney Pickrem · Canadá · 2:08,70                                                    |
| 400 m estilos (28.07)     | Katinka Hosszú · Hungría · 4:30,39                                               | Ye Shiwen China 4:32,07                                                              | Yui Ohashi Japón 4:32,33                                                             |
| 4 × 100 m libre (21.07)   | Australia Bronte Campbell Brianna Throssell Emma McKeon Cate Campbell 3:30,21    | Estados Unidos Mallory Comerford Abbey Weitzeil Kelsi Dahlia Simone Manuel 3:31,02   | Canadá · Kayla Sanchez · Taylor Ruck · Penny Oleksiak · Margaret Mac Neil · 3:31,78  |
| 4 × 200 m libre (25.07)   | Australia Ariarne Titmus Madison Wilson Brianna Throssell Emma McKeon 7:41,50 RM | Estados Unidos Simone Manuel Katie Ledecky Melanie Margalis Katie McLaughlin 7:41,87 | Canadá · Kayla Sanchez · Taylor Ruck · Emily Overholt · Penny Oleksiak · 7:44,35     |
| 4 × 100 m estilos (28.07) | Estados Unidos Regan Smith Lilly King Kelsi Dahlia Simone Manuel 3:50,40 RM      | Australia Minna Atherton Jessica Hansen Emma McKeon Cate Campbell 3:53,42            | Canadá · Kylie Masse · Sydney Pickrem · Margaret Mac Neil · Penny Oleksiak · 3:53,58 |

### Mixto
| Evento                    | Oro                                                                                    | Plata                                                                      | Bronce                                                                     |
| ------------------------- | -------------------------------------------------------------------------------------- | -------------------------------------------------------------------------- | -------------------------------------------------------------------------- |
| 4 × 100 m libre (27.07)   | Estados Unidos Caeleb Dressel Zachary Apple Mallory Comerford Simone Manuel 3:19,40 RM | Australia Kyle Chalmers Clyde Lewis Emma McKeon Bronte Campbell 3:19,97    | Francia Clément Mignon Mehdy Metella Charlotte Bonnet Marie Wattel 3:22,11 |
| 4 × 100 m estilos (24.07) | Australia Mitchell Larkin Matthew Wilson Emma McKeon Cate Campbell 3:39,08             | Estados Unidos Ryan Murphy Lilly King Caeleb Dressel Simone Manuel 3:39,10 | Reino Unido Georgia Davies Adam Peaty James Guy Freya Anderson 3:40,68     |

### Medallero
| Núm. | País           | Oro | Plata | Bronce | Total |
| ---- | -------------- | --- | ----- | ------ | ----- |
| 1    | Estados Unidos | 14  | 8     | 5      | 27    |
| 2    | Australia      | 5   | 9     | 5      | 19    |
| 3    | Hungría        | 4   | 0     | 0      | 4     |
| 4    | Rusia          | 3   | 7     | 6      | 16    |
| 5    | Italia         | 3   | 2     | 3      | 8     |
| 6    | China          | 3   | 2     | 2      | 7     |
| 7    | Reino Unido    | 3   | 1     | 3      | 7     |
| 8    | Japón          | 2   | 2     | 2      | 6     |
| 9    | Canadá         | 2   | 0     | 6      | 8     |
| 10   | Suecia         | 1   | 2     | 2      | 5     |
| 11   | Sudáfrica      | 1   | 1     | 2      | 4     |
| 12   | Alemania       | 1   | 1     | 0      | 2     |
| 13   | Brasil         | 0   | 3     | 2      | 5     |
| 14   | Grecia         | 0   | 1     | 0      | 1     |
| 14   | Noruega        | 0   | 1     | 0      | 1     |
| 14   | Países Bajos   | 0   | 1     | 0      | 1     |
| 14   | Suiza          | 0   | 1     | 0      | 1     |
| 14   | Ucrania        | 0   | 1     | 0      | 1     |
| 19   | Francia        | 0   | 0     | 2      | 2     |
| 20   | Egipto         | 0   | 0     | 1      | 1     |
| 20   | Nueva Zelanda  | 0   | 0     | 1      | 1     |
|      | TOTAL          | 42  | 43    | 42     | 127   |

## Resultados de saltos

### Masculino
| Evento                               | Oro                              | Plata                                               | Bronce                                                          |
| ------------------------------------ | -------------------------------- | --------------------------------------------------- | --------------------------------------------------------------- |
| Trampolín 1 m (14.07)                | Wang Zongyuan China 440,25 pts.  | Rommel Pacheco · México · 420,15 pts.               | Peng Jianfeng China 415,00 pts.                                 |
| Trampolín 3 m (18.07)                | Xie Siyi China 545,45            | Cao Yuan China 517,85                               | Jack Laugher Reino Unido 504,55                                 |
| Plataforma 10 m (20.07)              | Yang Jian China 598,65           | Yang Hao China 585,75                               | Alexandr Bondar · Rusia · 541,05                                |
| Trampolín 3 m sincronizado (13.07)   | Cao Yuan Xie Siyi China 439,74   | Daniel Goodfellow Jack Laugher Reino Unido 415,02   | Yahel Castillo Huerta · Juan Celaya Hernández · México · 413,94 |
| Plataforma 10 m sincronizado (15.07) | Cao Yuan Chen Aisen China 486,93 | Olexandr Bondar · Viktor Minibayev · Rusia · 444,60 | Thomas Daley Matthew Lee Reino Unido 425,91                     |

### Femenino
| Evento                               | Oro                               | Plata                                                      | Bronce                                                     |
| ------------------------------------ | --------------------------------- | ---------------------------------------------------------- | ---------------------------------------------------------- |
| Trampolín 1 m (13.07)                | Chen Yiwen China 285,45 pts.      | Sarah Bacon Estados Unidos 262,00 pts.                     | Kim Su-Ji Corea del Sur 257,20 pts.                        |
| Trampolín 3 m (19.07)                | Shi Tingmao China 391,00          | Wang Han China 372,85                                      | Maddison Keeney Australia 367,05                           |
| Plataforma 10 m (17.07)              | Chen Yuxi China 439,00            | Lu Wei China 377,80                                        | Delaney Schnell Estados Unidos 364,20                      |
| Trampolín 3 m sincronizado (15.07)   | Shi Tingmao Wang Han China 342,00 | Jennifer Abel · Mélissa Citrini-Beaulieu · Canadá · 311,10 | Paola Espinosa · Melany Hernández Torres · México · 294,90 |
| Plataforma 10 m sincronizado (14.07) | Lu Wei Zhang Jiaqi China 345,24   | Leong Mun Yee Pamg Pandelela Malasia 312,72                | Samantha Bromberg Katrina Young Estados Unidos 304,86      |

### Mixto
| Evento                               | Oro                                             | Plata                                                    | Bronce                                                            |
| ------------------------------------ | ----------------------------------------------- | -------------------------------------------------------- | ----------------------------------------------------------------- |
| Trampolín 3 m sincronizado (20.07)   | Matthew Carter Maddison Keeney Australia 304,86 | François Imbeau-Dulac · Jennifer Abel · Canadá · 304,08  | Lou Massenberg · Tina Punzel · Alemania · 301,62                  |
| Plataforma 10 m sincronizado (13.07) | Lian Junjie Si Yajie China 346,14               | Viktor Minibayev · Yekaterina Beliayeva · Rusia · 311,28 | José Balleza Isaías · María José Sánchez Moreno · México · 287,64 |
| Equipos (16.07)                      | China Yang Jian Lin Shan 416,65                 | Rusia · Serguei Nazin · Yuliya Timoshinina · 390,05      | Estados Unidos Andrew Capobianco Katrina Young 357,60             |

### Medallero
| Núm. | País           | Oro | Plata | Bronce | Total |
| ---- | -------------- | --- | ----- | ------ | ----- |
| 1    | China          | 12  | 4     | 1      | 17    |
| 2    | Australia      | 1   | 0     | 1      | 2     |
| 3    | Rusia          | 0   | 3     | 1      | 4     |
| 4    | Canadá         | 0   | 2     | 0      | 2     |
| 5    | Estados Unidos | 0   | 1     | 3      | 4     |
| 5    | México         | 0   | 1     | 3      | 4     |
| 7    | Reino Unido    | 0   | 1     | 2      | 3     |
| 8    | Malasia        | 0   | 1     | 0      | 1     |
| 9    | Alemania       | 0   | 0     | 1      | 1     |
| 9    | Corea del Sur  | 0   | 0     | 1      | 1     |
|      | TOTAL          | 13  | 13    | 13     | 39    |

## Resultados de saltos de gran altura

### Masculino
| Evento       | Oro                               | Plata                                   | Bronce                                  |
| ------------ | --------------------------------- | --------------------------------------- | --------------------------------------- |
| 27 m (24.07) | Gary Hunt Reino Unido 442,20 pts. | Steven LoBue Estados Unidos 433,65 pts. | Jonathan Paredes · México · 430,15 pts. |

### Femenino
| Evento       | Oro                                    | Plata                                  | Bronce                                   |
| ------------ | -------------------------------------- | -------------------------------------- | ---------------------------------------- |
| 18 m (23.07) | Rhiannan Iffland Australia 298,05 pts. | Adriana Jiménez · México · 297,90 pts. | Jessica Macaulay Reino Unido 295,40 pts. |

### Medallero
| Núm. | País           | Oro | Plata | Bronce | Total |
| ---- | -------------- | --- | ----- | ------ | ----- |
| 1    | Reino Unido    | 1   | 0     | 1      | 2     |
| 2    | Australia      | 1   | 0     | 0      | 1     |
| 3    | México         | 0   | 1     | 1      | 2     |
| 4    | Estados Unidos | 0   | 1     | 0      | 1     |
|      | TOTAL          | 2   | 2     | 2      | 6     |

## Resultados de natación en aguas abiertas

### Masculino
| Evento        | Oro                                      | Plata                                  | Bronce                                  |
| ------------- | ---------------------------------------- | -------------------------------------- | --------------------------------------- |
| 5 km (13.07)  | Kristóf Rasovszky · Hungría · 53:22,1    | Logan Fontaine Francia 53:32,2         | Eric Hedlin · Canadá · 53:32,4          |
| 10 km (16.07) | Florian Wellbrock · Alemania · 1:47:55,9 | Marc-Antoine Olivier Francia 1:47:56,1 | Rob Muffels · Alemania · 1:47:57,4      |
| 25 km (19.07) | Axel Reymond Francia 4:51:06,2           | Kiril Beliayev · Rusia · 4:51:06,5     | Alessio Occhipinti · Italia · 4:51:09,5 |

### Femenino
| Evento        | Oro                                    | Plata                                   | Bronce                                                           |
| ------------- | -------------------------------------- | --------------------------------------- | ---------------------------------------------------------------- |
| 5 km (17.07)  | Ana Marcela Cunha · Brasil · 57:56,0   | Aurélie Muller Francia 57:57,0          | Hannah Moore · Estados Unidos · Leonie Beck · Alemania · 57:58,0 |
| 10 km (14.07) | Xin Xin China 1:54:47,2                | Haley Anderson Estados Unidos 1:54:48,1 | Rachele Bruni · Italia · 1:54:49,9                               |
| 25 km (19.07) | Ana Marcela Cunha · Brasil · 5:08:03,0 | Finnia Wunram · Alemania · 5:08:11,6    | Lara Grangeon Francia 5:08:21,2                                  |

### Mixto
| Evento                   | Oro                                                                       | Plata                                                                                               | Bronce                                                                                   |
| ------------------------ | ------------------------------------------------------------------------- | --------------------------------------------------------------------------------------------------- | ---------------------------------------------------------------------------------------- |
| 5 km por equipos (18.07) | Alemania · Lea Boy · Sarah Köhler · Sören Meißner · Rob Muffels · 53:58,7 | Italia · Rachele Bruni · Giulia Gabbrielleschi · Domenico Acerenza · Gregorio Paltrinieri · 53:58,9 | Estados Unidos Haley Anderson Jordan Wilimovsky Ashley Twichell Michael Brinegar 53:59,0 |

### Medallero
| Núm. | País           | Oro | Plata | Bronce | Total |
| ---- | -------------- | --- | ----- | ------ | ----- |
| 1    | Alemania       | 2   | 1     | 2      | 5     |
| 2    | Brasil         | 2   | 0     | 0      | 2     |
| 3    | Francia        | 1   | 3     | 1      | 5     |
| 4    | China          | 1   | 0     | 0      | 1     |
| 4    | Hungría        | 1   | 0     | 0      | 1     |
| 6    | Estados Unidos | 0   | 1     | 2      | 3     |
| 6    | Italia         | 0   | 1     | 2      | 3     |
| 7    | Rusia          | 0   | 1     | 0      | 1     |
| 8    | Canadá         | 0   | 0     | 1      | 1     |
|      | TOTAL          | 7   | 7     | 8      | 22    |

## Resultados de natación artística

### Femenino
| Evento                        | Oro | Plata | Bronce |
| ----------------------------- | --- | --- | --- |
| Solo rutina técnica (13.07)   | Svetlana Kolesnichenko · Rusia · 95,0023 pts. | Ona Carbonell · España · 92,5002 pts. | Yukiko Inui Japón 92,3084 pts. |
| Solo prueba libre (17.07)     | Svetlana Romashina · Rusia · 97,1333 | Ona Carbonell · España · 94,5667 | Yukiko Inui Japón 93,2000 |
| Dúo rutina técnica (14.07)    | Svetlana Kolesnichenko · Svetlana Romashina · Rusia · 95,9010 | Huang Xuechen Sun Wenyan China 94,0072 | Marta Fiedina · Anastasiya Savchuk · Ucrania · 92,5847 |
| Dúo prueba libre (18.07)      | Svetlana Kolesnichenko · Svetlana Romashina · Rusia · 97,5000 | Huang Xuechen Sun Wenyan China 95,7667 | Marta Fiedina · Anastasiya Savchuk · Ucrania · 94,1000 |
| Equipo rutina técnica (16.07) | Anastasiya Arjipovskaya · Vlada Chiguiriova · Maiya Doroshko · Maryna Goliadkina · Veronika Kalinina · Polina Komar · Ala Shishkina · Mariya Shurochkina · Rusia · 96,9426                                            | Feng Yu Guo Li Huang Xuechen Liang Xinping Sun Wenyan Wang Qianyi Xiao Yanning Yin Chengxin China 95,1543                                                                                           | Maryna Alexiva · Vladyslava Alexiva · Marta Fiedina · Yana Nariezhna · Kateryna Reznik · Anastasiya Savchuk · Alina Shynkarenko · Yelyzaveta Yajno · Ucrania · 93,4514                                                |
| Equipo prueba libre (19.07)   | Anastasiya Arjipovskaya · Vlada Chiguiriova · Maryna Goliadkina · Veronika Kalinina · Polina Komar · Ala Shishkina · Mariya Shurochkina · Varvara Subbotina · Rusia · 98,0000                                         | Chang Hao Feng Yu Guo Li Huang Xuechen Liang Xinping Sun Wenyan Xiao Yanning Yin Chengxin China 96,0333                                                                                             | Maryna Alexiva · Vladyslava Alexiva · Marta Fiedina · Yana Nariezhna · Kateryna Reznik · Anastasiya Savchuk · Alina Shynkarenko · Yelyzaveta Yajno · Ucrania · 94,3667                                                |
| Combinación libre (20.07)     | Anastasiya Arjipovskaya · Vlada Chiguiriova · Maiya Doroshko · Maryna Goliadkina · Mijaela Kalancha · Veronika Kalinina · Polina Komar · Ala Shishkina · Mariya Shurochkina · Varvara Subbotina · Rusia · 98,0000     | Chang Hao Cheng Wentao Feng Yu Guo Li Liang Xinping Sun Wenyan Tang Mengni Wang Qianyi Xiao Yanning Yin Chengxin China 96,5667                                                                      | Maryna Alexiva · Vladyslava Alexiva · Valeriya Aprielieva · Veronika Hryshko · Olexandra Kovalenko · Yana Nariezhna · Kateryna Reznik · Anastasiya Savchuk · Alina Shynkarenko · Yelyzaveta Yajno · Ucrania · 94,5333 |
| Rutina especial (15.07)       | Maryna Alexiva · Vladyslava Alexiva · Valeriya Aprielieva · Veronika Hryshko · Olexandra Kovalenko · Yana Nariezhna · Kateryna Reznik · Anastasiya Savchuk · Alina Shynkarenko · Yelyzaveta Yajno · Ucrania · 94,5000 | Beatrice Callegari · Domiziana Cavanna · Linda Cerruti · Francesca Deidda · Costanza Di Camillo · Costanza Ferro · Gemma Galli · Alessia Pezone · Enrica Piccoli · Federica Sala · Italia · 91,7333 | Leyre Abadía · Ona Carbonell · Abril Conesa · Berta Ferreras · Cecilia Jiménez · María Juárez · Meritxell Mas · Elena Melián · Paula Ramírez · Blanca Toledano · España · 91,1333                                     |

### Mixto
| Evento                     | Oro                                                        | Plata                                                | Bronce                                |
| -------------------------- | ---------------------------------------------------------- | ---------------------------------------------------- | ------------------------------------- |
| Dúo rutina técnica (15.07) | Maiya Gurbanberdiyeva · Alexandr Maltsev · Rusia · 92,0749 | Manila Flamini · Giorgio Minisini · Italia · 90,8511 | Yumi Adachi Atsushi Abe Japón 88,5113 |
| Dúo prueba libre (20.07)   | Maiya Gurbanberdiyeva · Alexandr Maltsev · Rusia · 92,9667 | Manila Flamini · Giorgio Minisini · Italia · 91,8333 | Yumi Adachi Atsushi Abe Japón 90,4000 |

### Medallero
| Núm. | País    | Oro | Plata | Bronce | Total |
| ---- | ------- | --- | ----- | ------ | ----- |
| 1    | Rusia   | 9   | 0     | 0      | 9     |
| 2    | Ucrania | 1   | 0     | 5      | 6     |
| 3    | China   | 0   | 5     | 0      | 5     |
| 4    | Italia  | 0   | 3     | 0      | 3     |
| 5    | España  | 0   | 2     | 1      | 3     |
| 6    | Japón   | 0   | 0     | 4      | 4     |
|      | TOTAL   | 10  | 10    | 10     | 30    |

## Resultados de waterpolo
| Evento            | Oro            | Plata  | Bronce    |
| ----------------- | -------------- | ------ | --------- |
| Masculino (27.07) | Italia         | España | Croacia   |
| Femenino (26.07)  | Estados Unidos | España | Australia |

### Medallero
| Núm. | País           | Oro | Plata | Bronce | Total |
| ---- | -------------- | --- | ----- | ------ | ----- |
| 1    | Estados Unidos | 1   | 0     | 0      | 1     |
| 1    | Italia         | 1   | 0     | 0      | 1     |
| 3    | España         | 0   | 2     | 0      | 2     |
| 4    | Australia      | 0   | 0     | 1      | 1     |
| 4    | Croacia        | 0   | 0     | 1      | 1     |
|      | TOTAL          | 1   | 1     | 1      | 3     |

## Medallero total
| Núm. | País           | Oro | Plata | Bronce | Total |
| ---- | -------------- | --- | ----- | ------ | ----- |
| 1    | China          | 16  | 11    | 3      | 30    |
| 2    | Estados Unidos | 15  | 11    | 10     | 36    |
| 3    | Rusia          | 12  | 11    | 7      | 30    |
| 4    | Australia      | 7   | 9     | 7      | 23    |
| 5    | Hungría        | 5   | 0     | 0      | 5     |
| 6    | Italia         | 4   | 6     | 5      | 15    |
| 7    | Reino Unido    | 4   | 2     | 6      | 12    |
| 8    | Alemania       | 3   | 2     | 3      | 8     |
| 9    | Brasil         | 2   | 3     | 2      | 7     |
| 10   | Canadá         | 2   | 2     | 7      | 11    |
| 11   | Japón          | 2   | 2     | 6      | 10    |
| 12   | Francia        | 1   | 3     | 3      | 7     |
| 13   | Suecia         | 1   | 2     | 2      | 5     |
| 14   | Ucrania        | 1   | 1     | 5      | 7     |
| 15   | Sudáfrica      | 1   | 1     | 2      | 4     |
| 16   | España         | 0   | 4     | 1      | 5     |
| 17   | México         | 0   | 2     | 4      | 6     |
| 18   | Grecia         | 0   | 1     | 0      | 1     |
| 18   | Malasia        | 0   | 1     | 0      | 1     |
| 18   | Noruega        | 0   | 1     | 0      | 1     |
| 18   | Países Bajos   | 0   | 1     | 0      | 1     |
| 18   | Suiza          | 0   | 1     | 0      | 1     |
| 23   | Corea del Sur  | 0   | 0     | 1      | 1     |
| 23   | Croacia        | 0   | 0     | 1      | 1     |
| 23   | Egipto         | 0   | 0     | 1      | 1     |
| 23   | Nueva Zelanda  | 0   | 0     | 1      | 1     |
|      | TOTAL          | 76  | 77    | 77     | 230   |